# Saxifraga stellaris
Saxifraga stellaris , comummente conhecida como saxífraga-da-estrela, é uma espécie de planta com flor, do tipo fisiológico dos caméfitos e dos hemocriptófitos, pertencente à família Saxifragaceae.  
Floresce de Junho a Agosto.
A autoridade científica da espécie é L., tendo sido publicada em Species Plantarum 1: 400. 1753.

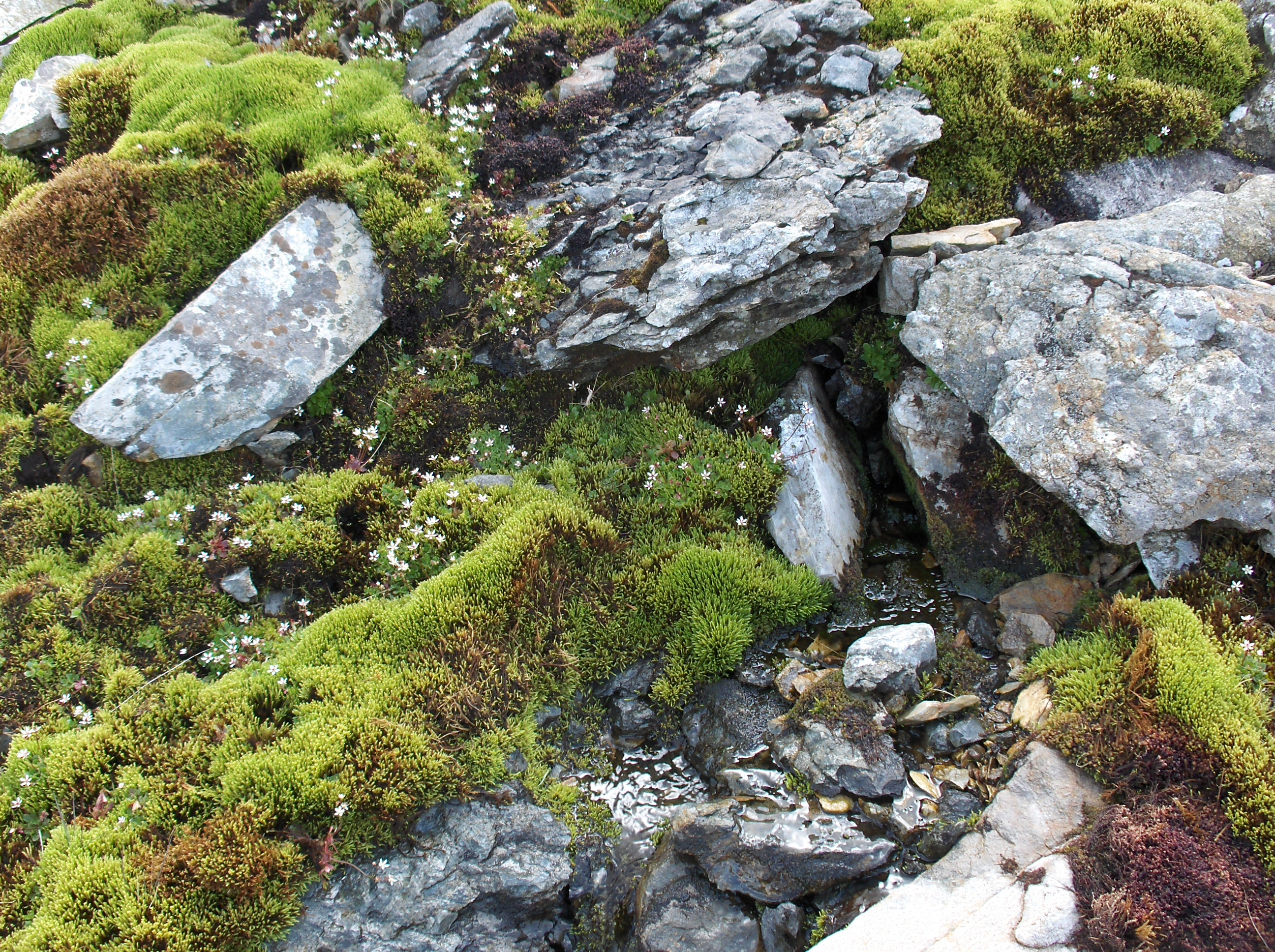
Habitat da Saxifraga stellaris: nas pedras madeficadas, junto aos cachões de uma montanha

A Saxifraga stellaris tem uma distribuição árctico–alpina.Encontra-se da Ilha de Baffin, Labrador e na Gronelândia até à Rússia árctica, includindo a Islândia, a Escandinávia e as Ilhas Britânicas. Mais a Sul, encontra-se na Serra da Estrela em Portugal, na Serra Nevada e no Leste dos Cárpatos, incluindo certos serros baixos como o Maciço Central.

## Portugal
Trata-se de uma espécie presente no território português, nomeadamente em Portugal Continental. Mais concretamente, na zona do centro-leste Montanhoso, nas serras da Estrela e do Caramulo.
Em termos de naturalidade é nativa da região atrás indicada.

## Ecologia
A saxífraga-da-estrela prefere ambientes higrófilos, entre comunidades de plantas herbáceas, junto à margem de arroios, corgos, em rochas ressumantes, na escarpa de cascatas e cachões, privilegiando os solos de substracto ácido.

## Protecção
Não se encontra protegida por legislação portuguesa ou da Comunidade Europeia, porém, encontra-se sinalizada pela legislação portuguesa, mais concretamente, pelo IUCN, que a subsume à Categoria de ameaça de: Planta Vulnerável.
A avaliação enquanto «Vulnerável», resulta da sua reduzida população, que é inferior a mil indivíduos maturos. Ademais, trata-se duma planta que preenche uma área de ocupação muito diminuta, na ordem de uns míseros 20 km2 , pelo que se antecipa que, futuramente, o seu habitat venha a cingir-se ainda mais.
Os factores que mais ameaçam esta espécie são o aquecimento global e o uso humano do sal-gema para tornar as estradas, em cujas bermas esta planta cresce, transitáveis. 